# 拉拉梅迪利亚
拉拉梅迪利亚，是西班牙卡斯蒂利亚-莱昂萨拉曼卡省的一个市镇。 总面积19平方公里，总人口204人（2001年），人口密度11人/平方公里。